# پکین
پکین (به لاتین: Peqin) یک شهر در آلبانی است که در ناحیه پچین واقع شده‌است.